# Ernie Barbarash
Ernie Barbarash (Odessa, 31 agosto 1968) è un produttore cinematografico e regista statunitense.

## Biografia
Nato nel 1968 a Odessa da famiglia ebrea, qando aveva 9 anni, la sua famiglia emigrò in Canada e fino all'età di 18 anni visse a Montréal. Per 8 anni ha lavorato come coproduttore nell'ufficio di New York della compagnia cinematografica canadese Cinepix con la quale ha in seguito firmato con lui un contratto come regista per tre film. 
Ha co-prodotto i film  American Psycho , Hypercube - Il cubo 2, Prigioniero d'Amore, La prima 9 settimane e mezzo e Il Cat's Meow. Barbarash ha anche scritto e diretto Cube Zero e Mescolare di Echoes: The Dead Speak, ed è stato poi il regista di Meteor - Distruzione finale e produttore di American Psycho 2 ed inoltre è stato anche coinvolto in produzioni teatrali.

## Filmografia parziale

### Regista
- Cube Zero (2004)
- They Wait (2007)
- Meteor - Distruzione finale (Meteor) (2009)
- Hardwired - Nemico invisibile (Hardwired) (2009)
- Ticking Clock (2011)
- Assassination Games (2011)
- 6 Bullets (Six Bullets) (2012)
- Emergenza d'amore (Second Chances) (2013)
- Pound of Flesh (2015)
- The Saint – film TV (2017)
- Un'eredità per Natale (Christmas Inheritance) (2017)
- Un safari per Natale (Holiday in the Wild) (2019)
- Too Close for Christmas (2020)
- Ondata calda (Heatwave) (2022)
- Il Musical di Natale 	(I'm Glad It's Christmas) - film TV (2022)

### Produttore
- American Psycho 2 (American Psycho II), regia di Morgan J. Freeman (2002)

### Soggetto e sceneggiatore
- Cube Zero, regia di Ernie Barbarash (2004)